# Fernando Alexandre
Fernando José Ribeiro Alexandre, surnommé Fernando Alexandre ou Fernando, né à Lourinhã le 2 août 1985, est un footballeur portugais.
Il joue au poste de milieu défensif avec le club de l'Académica de Coimbra.

## Biographie

### Les débuts
Fernando Alexandre commence le football dans le club local de sa ville natale, puis il est repéré par l'un des trois grands portugais, le SL Benfica, avec qui il est sacré champion du Portugal U19. Il est à plusieurs reprises sélectionné dans les catégories jeunes. Sa carrière professionnelle débute chez les lisboètes, mais il  ne dispute aucun match officiel en équipe première. De 2004 à 2006, il est à la disposition de l'équipe B qui évolue en troisième division.

### Olivais e Moscavide
En 2006, il quitte le Benfica Lisbonne, pour rejoindre le club voisin du Clube Desportivo dos Olivais e Moscavide, qui dispute le championnat de deuxième division portugaise, là encore il n'est pas titulaire et ne dispute que quatre matchs.
Après une année au troisième niveau avec le CD Mafra, chez qui il dispute une excellente saison (pas moins de sept buts marqués), il rejoint le Clube de Futebol Estrela da Amadora qui joue au plus haut niveau du football portugais. Il y devient une figure essentielle de l'entrejeu, et le club finit en milieu de tableau en dépit de graves difficultés financières. Néanmoins le club est relégué, et Fernando Alexandre rejoint le Sporting Clube de Braga avec qui il ne dispute que deux matchs (un en championnat, l'autre en Ligue Europa), car il est de suite prêté au Leixões Sport Club, puis encore deux saisons au Sporting Clube Olhanense. Il y acquiert une réputation de milieu défensif rugueux et accrocheur. Au terme de son prêt il reste dans la ville d'Olhão. Au total il y passe trois saisons, dispute 85 matchs et marque deux buts.

### Académica de Coimbra
En juillet 2013, libre de tout contrat, il rejoint son ancien entraineur Sérgio Conceição, à l'Académica de Coimbra.

## Carrière
Arrêtées à l'issue de la saison 2015-2016
- 9 saisons en championnat de D.I , 197 matchs 6 buts.
- 2 saisons en championnat de D.II , 14 matchs 2 buts.
- 3 saisons en championnat de D.III , 61 matchs 8 buts.

## Statistiques de joueur

### Synthèse
| Saison                | Club                   | Championnat           | Championnat | Championnat | Coupe(s) nationale(s) | Coupe(s) nationale(s) | Compétition(s) continentale(s) | Compétition(s) continentale(s) | Compétition(s) continentale(s) | Sélection | Sélection | Sélection | Total | Total |
| Saison                | Club                   | Division              | M.          | B.          | M.                    | B.                    | Comp.                          | M.                             | B.                             | Équipe    | M.        | B.        | M.    | B.    |
| 2004-2005             | SL Benfica B           | D4                    | 0           | 0           | 0                     | 0                     | -                              | 0                              | 0                              | U-20      | 6         | 2         | 6     | 2     |
| 2005-2006             | SL Benfica B           | D3                    | 27          | 1           | 0                     | 0                     | -                              | 0                              | 0                              | U-20      | 4         | 0         | 31    | 1     |
| Sous-total            | Sous-total             | Sous-total            | 27          | 1           | 0                     | 0                     | -                              | 0                              | 0                              | U-20      | 10        | 2         | 37    | 3     |
| 2006-2007             | CD Olivais e Moscavide | D2                    | 4           | 1           | 0                     | 0                     | -                              | 0                              | 0                              | -         | 0         | 0         | 4     | 1     |
| Sous-total            | Sous-total             | Sous-total            | 4           | 1           | 0                     | 0                     | -                              | 0                              | 0                              | -         | 0         | 0         | 4     | 1     |
| 2007-2008             | CD Mafra               | D3                    | 34          | 7           | 0                     | 0                     | -                              | 0                              | 0                              | -         | 0         | 0         | 34    | 7     |
| Sous-total            | Sous-total             | Sous-total            | 34          | 7           | 0                     | 0                     | -                              | 0                              | 0                              | -         | 0         | 0         | 34    | 7     |
| 2008-2009             | CF Estrela da Amadora  | D1                    | 29          | 0           | 3                     | 0                     | -                              | 0                              | 0                              | -         | 0         | 0         | 32    | 0     |
| Sous-total            | Sous-total             | Sous-total            | 29          | 0           | 3                     | 0                     | -                              | 0                              | 0                              | -         | 0         | 0         | 32    | 0     |
| 2009-2010             | SC Braga               | D1                    | 1           | 0           | 0                     | 0                     | C3                             | 1                              | 0                              | -         | 0         | 0         | 2     | 0     |
| Sous-total            | Sous-total             | Sous-total            | 1           | 0           | 0                     | 0                     | -                              | 1                              | 0                              | -         | 0         | 0         | 2     | 0     |
| 2009-2010             | Leixões SC             | D1                    | 22          | 0           | 2                     | 0                     | -                              | 0                              | 0                              | -         | 0         | 0         | 24    | 0     |
| Sous-total            | Sous-total             | Sous-total            | 22          | 0           | 2                     | 0                     | -                              | 0                              | 0                              | -         | 0         | 0         | 24    | 0     |
| 2010-2011             | SC Olhanense           | D1                    | 25          | 0           | 6                     | 1                     | -                              | 0                              | 0                              | -         | 0         | 0         | 31    | 1     |
| 2011-2012             | SC Olhanense           | D1                    | 24          | 0           | 5                     | 0                     | -                              | 0                              | 0                              | -         | 0         | 0         | 29    | 0     |
| 2012-2013             | SC Olhanense           | D1                    | 22          | 1           | 3                     | 0                     | -                              | 0                              | 0                              | -         | 0         | 0         | 25    | 1     |
| Sous-total            | Sous-total             | Sous-total            | 71          | 1           | 14                    | 1                     | -                              | 0                              | 0                              | -         | 0         | 0         | 85    | 2     |
| 2013-2014             | Académica              | D1                    | 23          | 2           | 6                     | 1                     | -                              | 0                              | 0                              | -         | 0         | 0         | 29    | 3     |
| 2014-2015             | Académica              | D1                    | 25          | 0           | 0                     | 0                     | -                              | 0                              | 0                              | -         | 0         | 0         | 25    | 0     |
| 2015-2016             | Académica              | D1                    | 27          | 3           | 2                     | 0                     | -                              | 0                              | 0                              | -         | 0         | 0         | 29    | 3     |
| 2016-2017             | Académica              | D2                    | 13          | 0           | 2                     | 0                     | -                              | 0                              | 0                              | -         | 0         | 0         | 15    | 0     |
| Sous-total            | Sous-total             | Sous-total            | 88          | 5           | 10                    | 1                     | -                              | 0                              | 0                              | -         | 0         | 0         | 98    | 6     |
| 2016-2017             | Moreirense FC          | D1                    | 6           | 0           | 2                     | 0                     | -                              | 0                              | 0                              | -         | 0         | 0         | 8     | 0     |
| Sous-total            | Sous-total             | Sous-total            | 6           | 0           | 2                     | 0                     | -                              | 0                              | 0                              | -         | 0         | 0         | 8     | 0     |
| 2017-2018             | Académica              | D2                    | 10          | 1           | 0                     | 0                     | -                              | 0                              | 0                              | -         | 0         | 0         | 10    | 1     |
| 2018-2019             | Académica              | D2                    | 15          | 1           | 1                     | 0                     | -                              | 0                              | 0                              | -         | 0         | 0         | 16    | 1     |
| Sous-total            | Sous-total             | Sous-total            | 25          | 2           | 1                     | 0                     | -                              | 0                              | 0                              | -         | 0         | 0         | 26    | 2     |
| Total sur la carrière | Total sur la carrière  | Total sur la carrière | 308         | 17          | 32                    | 2                     | -                              | 1                              | 0                              |           | 10        | 2         | 351   | 21    |

Statistiques actualisées le 19/05/2019

### Coupes continentales
| Matchs | Date            | Stade              | Adversaire  | Résultat | Minutes | Compétition            | Buts | Tour                            | Club     |
| ------ | --------------- | ------------------ | ----------- | -------- | ------- | ---------------------- | ---- | ------------------------------- | -------- |
| 1      | 30 juillet 2009 | Estádio AXA, Braga | IF Elfsborg | 1 – 2    | 76 min  | Ligue Europa 2009-2010 | 0    | Troisième tour de qualification | SC Braga |

### Sélections
Régulièrement appelé en sélection chez les jeunes, il n'aura jamais l'occasion de porter celui de l'équipe A. En 2002, il participe au championnat d'Europe des moins de 17 ans aux côtés de Cristiano Ronaldo. Ses sélections correspondent essentiellement à des matchs amicaux (28 matchs), 4 lors de qualifications pour l'Euro, et 3 en phase de groupe à l'Euro.
| Matches officiels de Fernando Alexandre en sélections portugaises | Matches officiels de Fernando Alexandre en sélections portugaises | Matches officiels de Fernando Alexandre en sélections portugaises | Matches officiels de Fernando Alexandre en sélections portugaises | Matches officiels de Fernando Alexandre en sélections portugaises |
| Club                                                              | V.                                                                | N.                                                                | D.                                                                | Buts                                                              |
| ----------------------------------------------------------------- | ----------------------------------------------------------------- | ----------------------------------------------------------------- | ----------------------------------------------------------------- | ----------------------------------------------------------------- |
| Portugal U17 (12 matchs: %)                                       | 4 (33,33 %)                                                       | 3 (25 %)                                                          | 5 (41,77 %)                                                       | 0 (0 %)                                                           |
| Portugal U18 (4 matchs: %)                                        | 1 (25 %)                                                          | 2 (50 %)                                                          | 1 (25 %)                                                          | 0 (0 %)                                                           |
| Portugal U19 (9 matchs: %)                                        | 3 (33,33 %)                                                       | 2 (%)                                                             | 4 (%)                                                             | 0 (0 %)                                                           |
| Portugal U20 (10 matchs: 0 %)                                     | 7 (70 %)                                                          | 2 (20 %)                                                          | 1 (10 %)                                                          | 2 (100 %)                                                         |
| Total                                                             | 15 (%)                                                            | 9 (%)                                                             | 11 (%)                                                            | 2                                                                 |

## Palmarès

### Avec leMoreirense FC
- Vainqueur de la Coupe de la Ligue portugaise en 2017

### Avec leSL BenficaB
- Vainqueur de la série E de la III Divisão en 2005

### Avec leSL BenficaU19
- Vainqueur du Championnat du Portugal U19 en 2004

### Honneurs
- Vice-champion du Championnat du Portugal de football 2009-2010, avec le SC Braga.